# Черлянське Передмістя
Черля́нське Передмі́стя — село в Україні, у Львівському районі Львівської області. Населення становить 1209 осіб. Орган місцевого самоврядування - Городоцька міська рада.

## Населення

### Мова
Розподіл населення за рідною мовою за даними перепису 2001 року:
| Мова       | Кількість | Відсоток |
| ---------- | --------- | -------- |
| українська | 1203      | 99.50%   |
| російська  | 5         | 0.42%    |
| польська   | 1         | 0.08%    |
| Усього     | 1209      | 100%     |